# Béguinage de Courtrai

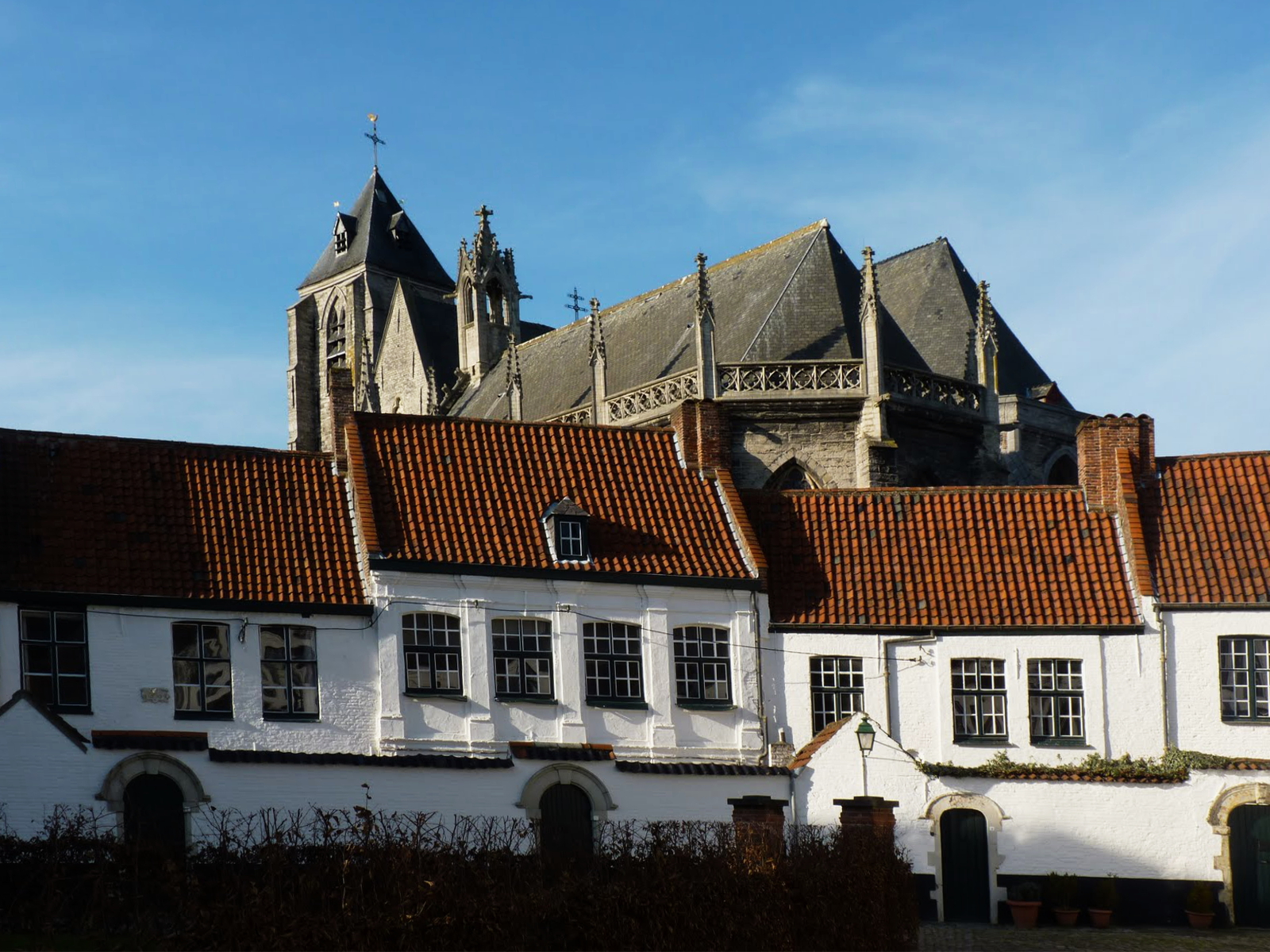
Le béguinage Sainte-Élisabeth (Begijnhof Sint-Elisabeth)

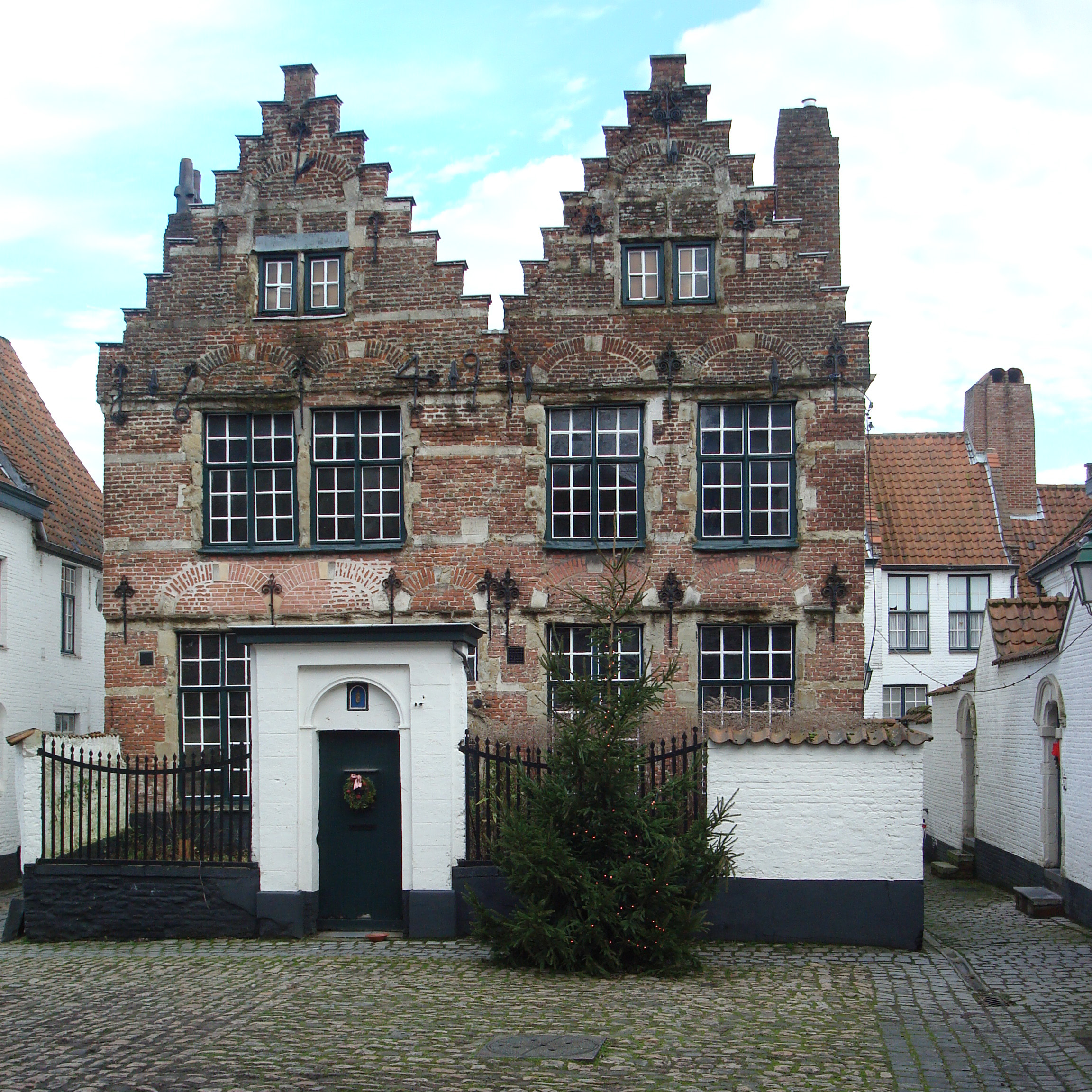
Le béguinage Sainte-Élisabeth (Begijnhof Sint-Elisabeth)

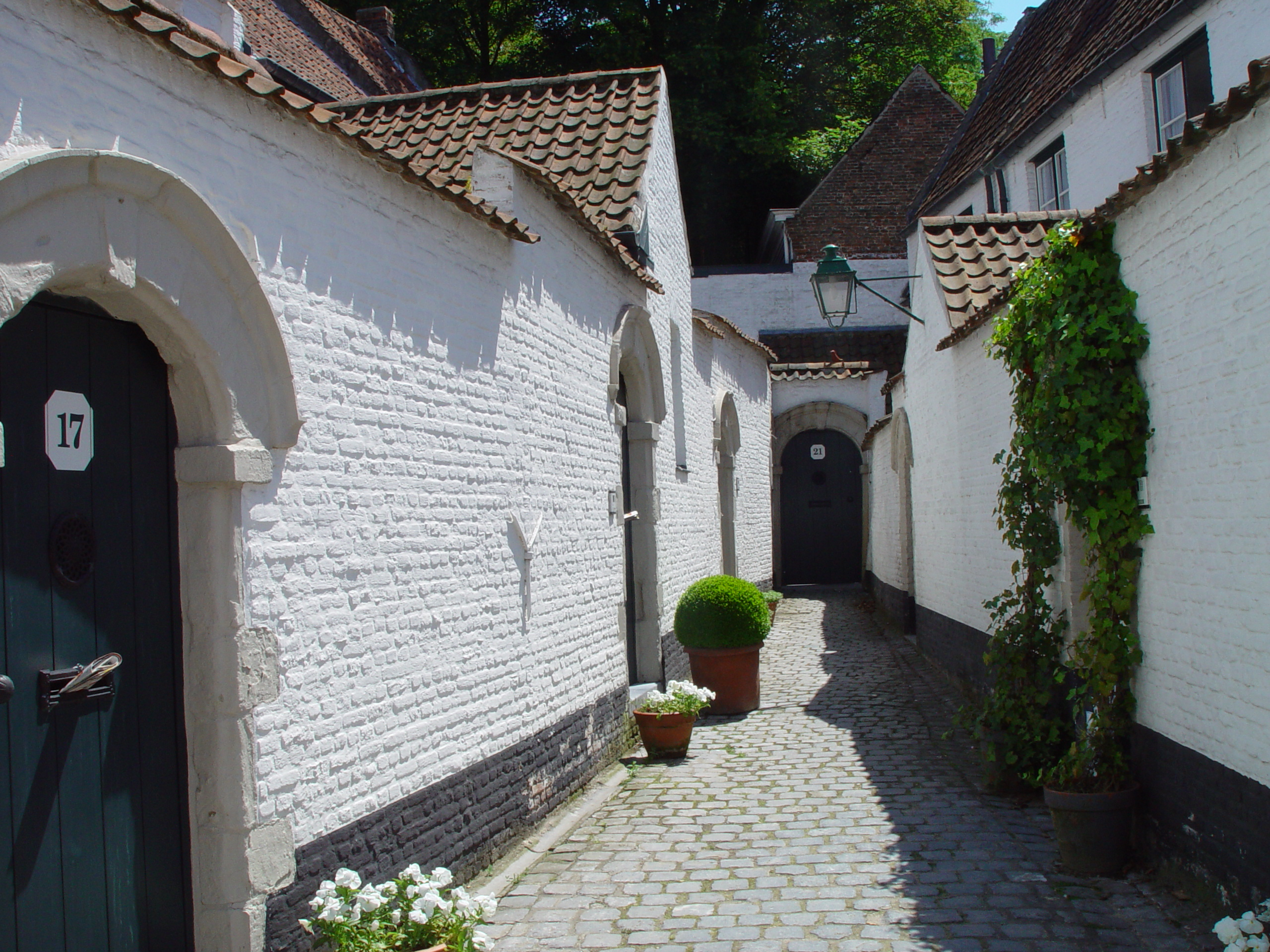
Ruelle du béguinage.

Le béguinage Sainte-Élisabeth de Courtrai (Begijnhof Sint-Elisabeth) est un béguinage fondé en 1238 à Courtrai par la comtesse de Flandre Jeanne de Constantinople. Les quarante-et-une maisonnettes actuelles, toutes blanchies à la chaux, datent du XVIIe siècle. Le béguinage possède la particularité d’avoir été construit tout près du centre de la ville. C'est un béguinage très attachant avec ses ruelles pavées bordées de maisonnettes. Il fait partie des béguinages flamands inscrits sur la liste du patrimoine mondial de l'UNESCO.